# Эман, Жевриз
Жеври́з Эма́н  (фр. Gévrise Émane; род. 27 июля 1982 года, Яунде, Камерун) — французская дзюдоистка камерунского происхождения, бронзовый призёр Олимпийских игр 2012 года, трёхкратная чемпионка мира, четырёхкратная чемпионка Европы. Имеет опыт выступлений на высшем уровне в категориях до 63 и до 70 кг.

## Биография
Эман впервые получила признание в 2005 году на чемпионате мира в Каире, где она выиграла серебряную медаль в женском дзюдо в весовой категории до 70 кг.
В следующем — 2006 году, Эман выиграла свой первый титул чемпиона Европы на чемпионате Европы в Тампере после чистой победы (иппон) в финале против немецкой дзюдоистки Хайде Воллерт.
Эман впервые стала чемпионом мира по дзюдо в 2007 году на чемпионате мира в Рио-де-Жанейро, где в финальном матче победила по очкам американку Ронду Роузи.
В 2008 году принимала участие в летних Олимпийских играх в Пекине, выступая в весовой категории до 70 кг, и заняла лишь 16-е место.
В 2009 году перешла в весовую категорию до 63 кг, и в 2011 году завоевала второй титул чемпиона мира на чемпионате мира в Париже, где она единогласным решением судей в финале победила двукратную чемпионку мира Йосиэ Уэно из Японии.
В 2012 году участвовала в летних Олимпийских играх 2012 года в Лондоне и завоевала бронзовую медаль в весовой категории до 63 кг.

## Выступления на Олимпиадах
| Олимпиада   | Дисциплина      | Место      |
| ----------- | --------------- | ---------- |
| Пекин 2008  | дзюдо, до 70 кг | 16-е место |
| Лондон 2012 | дзюдо, до 63 кг | 3-е место  |